# 约翰·梅尔·库尔特
约翰·梅尔·库尔特（英語：John Merle Coulter，1851年11月20日—1928年12月23日）是一位美国植物学家和教育家:57–9，出生于清代的宁波府，父母为在华传教士，弟弟斯坦利·库尔特也为植物学家。库尔特曾任第八任印第安纳大学校长并两度担任美国植物学会会长。